# Khyentse Norbu
Khyentse Norbu, ook wel Dzongsar (Jamyang) Khyentse Rinpoche (Bhutan, 1961), is een filmregisseur en producent van Tibetaanse en boeddhistische films.
Norbu wordt door boeddhistische lama's erkend als de reïncarnatie van een heilige in de Khyentse-linie in het Tibetaans boeddhisme. Hij is geschoold in de belangrijkste scholen van het Tibetaans boeddhisme: sakya, gelug, nyingma en kagyü.
In 2002 werd hij geïnterviewd in de documentaire Zandkastelen van Alexander Oey, naast Arnoud Boot en Saskia Sassen.

## Filmcarrière
Norbu studeerde filmproductie en politieke wetenschappen in de Verenigde Staten en was een van de adviseurs van Bernardo Bertolucci toen deze in 1993 de film Little Buddha maakte.
Khyentse Norbu produceerde De cup (Phörpa), in 1999, die geheel opgenomen is in het Indiase dorpje Bir. De film werd meteen bekroond met vier prijzen en twee nominaties op filmfestivals.
Zijn volgende film was Travellers and Magicians in 2003, waarmee hij twee prijzen en een nominatie in de wacht sleepte.
In 2006 speelde hij een rol in de documentaire Refuge van John Halpern.
In 2016 regisseerde hij de Bhutanese film Hema Hema - Sing me a Song while I Wait.

## Tibetaanse filmmakers
Andere filmmakers van Tibetaanse films zijn Döndrub Wangchen, Ritu Sarin, Tenzin Sönam en Neten Chokling.